# Susan Blackmore
Susan Jane Blackmore (sinh ngày 29 tháng 7 năm 1951) là nhà văn, giảng viên, người hoài nghi, phát thanh viên người Anh và là giáo sư thỉnh giảng tại Đại học Plymouth. Lĩnh vực nghiên cứu của bà bao gồm meme học, cận tâm lý học, ý thức và gây tiếng vang nhờ cuốn sách The Meme Machine (Cỗ máy Meme). Bà đã chấp bút viết hoặc đóng góp cho hơn 40 cuốn sách và 60 bài viết học thuật và còn đóng góp công trình của mình cho tờ báo The Guardian.

## Sự nghiệp
Năm 1973, Susan Blackmore tốt nghiệp Cử nhân Trường Đại học St Hilda, Oxford chuyên ngành tâm lý học và sinh lý học. Bà nhận bằng Thạc sĩ tâm lý học môi trường năm 1974 tại Đại học Surrey. Năm 1980, bà lấy bằng Tiến sĩ cận tâm lý học tại cùng trường đại học này với luận án tiến sĩ nhan đề "Nhận thức ngoại cảm như một quá trình nhận thức." Trong thập niên 1980, Blackmore đã tiến hành các thí nghiệm khả năng di chuyển đồ vật bằng ý nghĩ để xem liệu con gái nhỏ của bà, Emily, có thể ảnh hưởng đến bộ tạo số ngẫu nhiên hay không. Những thí nghiệm này từng được đề cập trong cuốn sách cùng với bộ phim truyền hình dài tập Arthur C. Clarke's World of Strange Powers. Blackmore còn đảm nhận việc giảng dạy tại Đại học miền Tây nước Anh ở Bristol cho đến năm 2001. Sau khi dành thời gian nghiên cứu về cận tâm lý học và hiện tượng huyền bí, thái độ của bà đối với lĩnh vực này đã chuyển từ niềm tin sang hoài nghi.
Bà còn là thành viên của Ủy ban Điều tra Hoài nghi (tiền thân là CSICOP) và được trao Giải thưởng Hoài nghi Xuất sắc của tổ chức này vào năm 1991.
Trong một bài báo đăng trên tờ The Observer về bóng đè Barbara Rowland cho biết Blackmore "có thực hiện một nghiên cứu lớn từ năm 1996 đến 1999 về những trải nghiệm 'huyền bí', hầu hết trong số đó rõ ràng đều dựa theo định nghĩa bóng đè."
Blackmore còn tiến hành nghiên cứu về meme (mà bà từng viết trong cuốn sách nổi tiếng The Meme Machine) và thuyết tiến hóa. Cuốn sách của bà có nhan đề Consciousness:  An Introduction (2004), là một cuốn sách giáo khoa gói gọn đủ mọi lĩnh vực nghiên cứu về ý thức. Bà là thành viên ban biên tập Tạp chí Meme học (một tạp chí điện tử) từ năm 1997 đến năm 2001, và là biên tập viên tư vấn của tạp chí Skeptical Inquirer từ năm 1998.
Blackmore đóng vai một trong những nhà tâm lý học được giới thiệu trên chương trình truyền hình Big Brother phiên bản nước Anh, nói về trạng thái tâm lý của các thí sinh. Bà còn là người bảo trợ tổ chức Humanists UK.
Blackmore từng tranh luận về sự tồn tại của Chúa với nhà biện hộ Kitô giáo Alister McGrath vào năm 2007. Năm 2018, bà đứng ra tranh luận với Jordan Peterson về việc liệu Chúa có cần thiết để tạo ra ý nghĩa cho cuộc sống hay không.
Năm 2017, Blackmore xuất hiện tại Đại hội Nhà Hoài nghi châu Âu (ESC) ở Cổ trấn Wrocław, Ba Lan. Đại hội lần này do Klub Sceptyków Polskich (Câu lạc bộ Nhà Hoài nghi Ba Lan) và Český klub skeptiků Sisyfos (Câu lạc bộ Nhà Hoài nghi Séc) cùng nhau tổ chức. Tại đại hội, bà cùng với Scott Lilienfeld, Zbyněk Vybíral và Tomasz Witkowski tham gia hội đồng bàn về tâm lý hoài nghi dưới sự chủ trì của Michael Heap.

## Meme học và văn hóa tôn giáo
Susan Blackmore đã có những đóng góp trong lĩnh vực meme học. Thuật ngữ meme này do chính Richard Dawkins đặt ra trong cuốn sách năm 1976 của ông có tựa đề Gen vị kỷ. Trong phần đề tựa cho cuốn sách của Blackmore mang tên The Meme Machine (1999), Dawkins nói, "Bất kỳ lý thuyết nào cũng xứng đáng được cho là điểm tốt nhất của nó, và đó là những gì Susan Blackmore trình bày lý thuyết về meme." Những công trình nghiên cứu meme khác, trích dẫn từ Blackmore, có thể được tìm thấy trong các tác phẩm của Robert Aunger: The Electric Meme, và Jonathan Whitty: A Memetic Paradigm of Project Management.
Công trình nghiên cứu meme học của Blackmore khẳng định rằng meme là bản sao tiến hóa thực sự, bản sao thứ hai giống như di truyền học phải tuân theo thuật toán Darwin và trải qua quá trình thay đổi tiến hóa. Dự đoán của bà về vai trò trung tâm từ hành động bắt chước với tư cách là người tái tạo văn hóa và cấu trúc thần kinh độc nhất vô nhị đối với con người nhằm tạo điều kiện thuận lợi mãi tới gần đây mới được hỗ trợ thêm từ nghiên cứu về tế bào nơ-ron gương và sự khác biệt về mức độ cấu trúc này giữa con người và nhánh gần nhất được cho là thuộc về tổ tiên loài khỉ.
Tại hội nghị TED tháng 2 năm 2008, Blackmore đã giới thiệu một loại meme đặc biệt được gọi là teme. Teme là dạng meme sinh sống trong hiện vật công nghệ thay vì trí óc con người.
Tháng 9 năm 2010, Blackmore viết trên tờ The Guardian rằng bà không còn coi tôn giáo chỉ đơn giản là "vi-rút của tâm trí", "trừ khi chúng ta xoay chuyển khái niệm 'vi-rút' để bao trùm thứ gì đó hữu ích và thích ứng với vật chủ của nó cũng như thứ gì đó có hại, thì điều đó đơn giản chỉ là không áp dụng được".  Blackmore đã sửa đổi quan điểm của mình khi thấy những tác động có lợi của tôn giáo, chẳng hạn như dữ liệu liên quan đến tỷ lệ sinh cao hơn với tần suất tôn thờ tôn giáo và nhận định "những người theo tôn giáo có thể hào phóng hơn và hợp tác nhiều hơn trong các trò chơi như song đề tù nhân, và việc bổ sung thêm khái niệm tôn giáo và niềm tin vào một 'nhà quan sát siêu nhiên' góp phần làm tăng tác dụng hơn nữa".

## Đời tư
Blackmore là người tán thành chủ trương tâm linh thế tục, người vô thần, nhà nhân văn học và người thực hành Thiền định, mặc dù bà tự nhận mình "không phải là một Phật tử" vì bà chưa chuẩn bị bước theo bất kỳ giáo lý nào khác. Blackmore là người bảo trợ cho tổ chức Humanists UK. Bà còn là cộng sự danh dự của Hội Thế tục Quốc gia.
Ngày 15 tháng 9 năm 2010, Blackmore cùng với 54 nhân vật công chúng khác đã ký một bức thư ngỏ đăng trên tờ The Guardian, nêu rõ sự phản đối của họ đối với chuyến thăm cấp nhà nước của Giáo hoàng Benedict XVI tới Vương quốc Anh.
Quan điểm cá nhân của Blackmore về sự hiểu biết mang tính khoa học về ý thức, bà thường tự cho mình là một người theo chủ nghĩa ảo tưởng; bà tin rằng ý thức mang tính hiện tượng là một "ảo ảnh" và "ảo tưởng lớn".
Bà kết hôn với nhà văn Adam Hart-Davis. Blackmore phải chịu đựng một đợt hội chứng mệt mỏi mãn tính vào năm 1995.

## Ấn phẩm

### Sách đã in
- —; Troscianko, E. (2018). Consciousness: An Introduction, (3rd ed.). London, Routledge. 2018. ISBN 1138801313. ISBN 9781317625865. OCLC 1008770304.
- Seeing Myself : the new science of out-of-body experiences. 2018. ROBINSON. ISBN 147213737X. OCLC 1015243143.
- Consciousness: A Very Short Introduction. Very Short Introductions. Oxford University Press. 2017 (2nd Ed).  ISBN 978-0198794738. ISBN 0198794738
- Consciousness: An Introduction, (2nd Ed).  New York, Oxford University Press, Feb 2011, pb ISBN 0199739099
- Zen and the Art of Consciousness, Oxford, Oneworld Publications (2011), ISBN 185168798X
- Consciousness: An Introduction (2nd Ed).  London, Hodder Education (2010) . doi:10.4324/9780203783986.  ISBN 144410487X
- Ten Zen Questions. Oxford: Oneworld Publications. 2009. ISBN 9781851686421. (paperback). ISBN 185168798X.
- Conversations on Consciousness. Oxford University Press. 2005. ISBN 9780191604867.
- Consciousness: A Very Short Introduction. Oxford University Press. 2005. ISBN 9780191578052.
- Consciousness: An Introduction (ấn bản thứ 1). London: Hodder & Stoughton. 2003. ISBN 9780340809099. (US ed.) ISBN 9780195153439.
- The Meme Machine (ấn bản thứ 1). Oxford University Press. 1999. ISBN 978-0198503651.
- —; Hart-Davis, Adam (1995). Test your psychic powers (ấn bản thứ 1). London: Thorsons. ISBN 978-1855384415. (US ed.). ISBN 0806996692.
- Dying to Live: Science and the Near-death Experience. London: Grafton. 1993. ISBN 9780586092125. (US ed.). ISBN 0879758708.
- The Adventures of a Parapsychologist (ấn bản thứ 1). Buffalo, NY: Prometheus. 1986. ISBN 9780879753603. (2nd ed. revised). ISBN 9781573920612.
- Beyond the Body: An Investigation of Out-of-the-Body Experiences (ấn bản thứ 1). London: Heinemann. 1982. ISBN 9780434074709. (2nd ed.). ISBN 978089733-3443.
- Parapsychology and out-of-the-body experiences. Hove, England: Transpersonal Books. 1978. ISBN 9780906326015.

### Bài viết chọn lọc
- "A psychological theory of the out-of-body experience". Journal of Parapsychology. Quyển 48 số 3. tháng 9 năm 1984. tr. 201–18.
- —; Trościanko, T. (tháng 11 năm 1985). "Belief in the paranormal: Probability judgements, illusory control, and the 'chance baseline shift'". British Journal of Psychology. Quyển 76 số 4. tr. 459–68. doi:10.1111/j.2044-8295.1985.tb01969.x.
- — (1987). "Where am I? Perspectives in imagery and the out-of-body experience". Journal of Mental Imagery. Quyển 11 số 2. tr. 53–66.
- —; Brelstaff, G.; Nelson, K.; Trościanko, T. (1995). "Is the richness of our visual world an illusion? Transsaccadic memory for complex scenes". Perception. Quyển 24 số 9. tr. 1075–81. doi:10.1068/p241075. PMID 8552459.
- — (tháng 2 năm 1996). "Near-death experiences". Journal of the Royal Society of Medicine. Quyển 89 số 2. tr. 73–6. doi:10.1177/014107689608900204. PMC 1295660. PMID 8683504.
- — (tháng 11 năm 1997). "Probability misjudgment and belief in the paranormal: A newspaper survey". British Journal of Psychology. Quyển 88 số 4. tr. 683–9. doi:10.1111/j.2044-8295.1997.tb02665.x.
- — (1998). "Imitation and the definition of a meme". Journal of Memetics - Evolutionary Models of Information Transmission. Quyển 2 số 2. tr. 159–70. Bản gốc lưu trữ ngày 7 tháng 10 năm 2016. Truy cập ngày 22 tháng 6 năm 2022.
- Bull, L.; Holland, O.; — (2000). "On Meme–Gene Coevolution". Artificial Life. Quyển 6 số 3. tr. 227–35. doi:10.1162/106454600568852. PMID 11224917.
- — (2001). "Evolution and Memes: The human brain as a selective imitation device". Cybernetics and Systems. Quyển 32 số 1–2. tr. 225–55. doi:10.1080/019697201300001867.
- — (2002). "There Is No Stream of Consciousness. What is all this? What is all this stuff around me; This stream of experiences that I seem to be having all the time?". Journal of Consciousness Studies. Quyển 9 số 5–6. tr. 17–28.